# Gionata (nome)
Gionata  è un nome proprio di persona italiano maschile.

## Varianti in altre lingue
- Ceco: Jonatán
- Danese: Jonatan
- Ebraico: יְהוֹנָתָן (Yehonatan)[1].,  יוֹנָתָן (Yonatan)[1]
  - Diminutivi: יוֹני (Yoni)[1]
- Finlandese: Joonatan
- Greco biblico: Ιωναθαν (Ionathan)[1]
- Inglese: Jonathan[1], Johnathan[1], Johnathon[1], Jonathon[1]
  - Diminutivi: Jonty[1], Jon[1], Jonny[1], Jojo[1]
- Irlandese: Ionatán[1], Seanachán
- Islandese: Jónatan[1]
- Latino: Ionathan[1]
- Lettone: Jonatāns
- Lituano: Jonatanas
- Olandese: Jonathan[1]
- Portoghese: Jónatas
- Spagnolo: Jonatán
- Lingue scandinave: Jonathan[1], Jonatan[1]
- Tedesco: Jonathan[1], Jonatan[1]

## Origine e diffusione

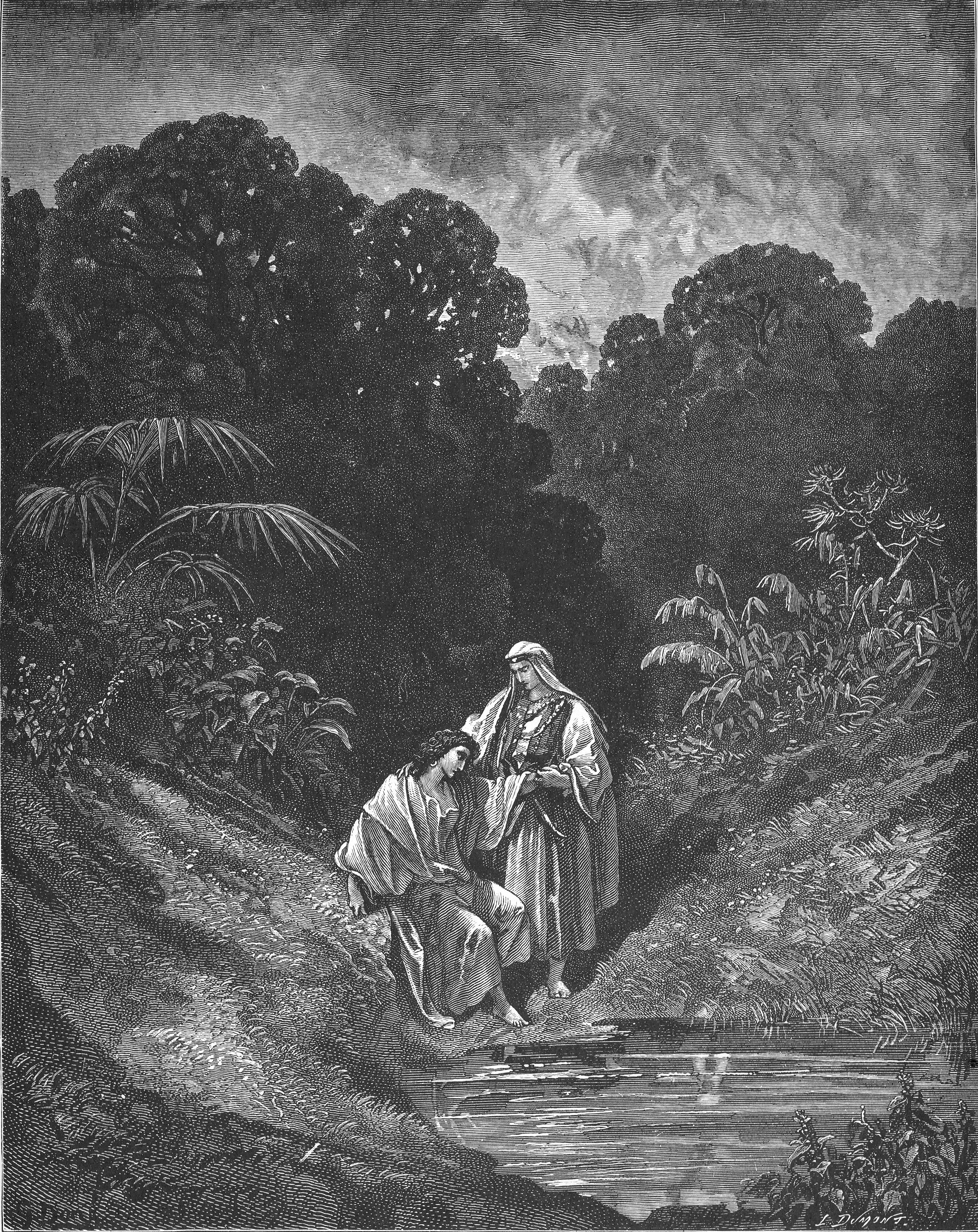
Davide e Gionata, illustrazione di Gustave Doré

Deriva dal nome ebraico יוֹנָתָן (Yonatan), forma contratta di יְהוֹנָתָן (Yehonatan), che significa "Yahweh ha dato"; è quindi correlato etimologicamente a Natan e Natanaele. È un nome di tradizione biblica essendo stato portato dal figlio maggiore di Saul, Gionata, che divenne amico di Davide.
L'uso nella lingua inglese (nella forma Jonathan) non divenne comune fino a dopo la Riforma protestante; il suo diminutivo Jon è anche una variante scandinava di Giovanni.

## Onomastico
L'onomastico ricorre il 1º agosto, in ricordo di san Giònato, abate vissuto tra il V e il VI secolo.

## Persone
- Gionata Boschetti, rapper italiano noto come Sfera Ebbasta
- Gionata Ruggieri, rapper italiano noto come GionnyScandal
- Gionata Costa, musicista italiano
- Gionata Maccabeo, membro degli Asmonei
- Gionata Mingozzi, calciatore italiano
- Gionata Mirai, chitarrista italiano
- Gionata Zarantonello, regista, sceneggiatore e montatore italiano

### Variante Jonatan
- Jonatan Bartoletti, fantino italiano
- Jonatan Berg, calciatore svedese
- Jonatan Binotto, calciatore italiano
- Jonatan Cerrada, cantante belga
- Jonatan Johansson, calciatore finlandese
- Jonatan Tollås, calciatore norvegese

### Variante Jonathan

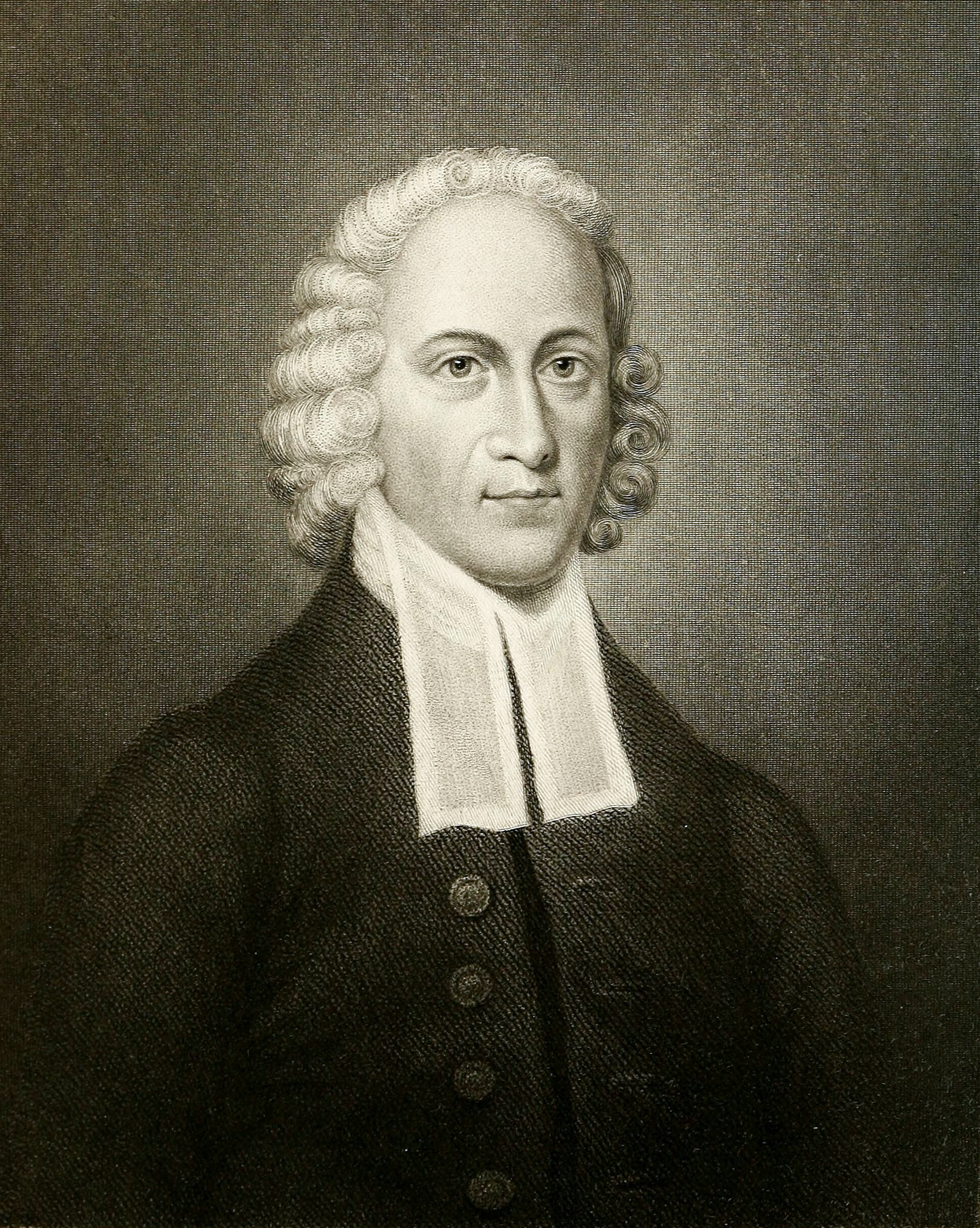
Jonathan Edwards

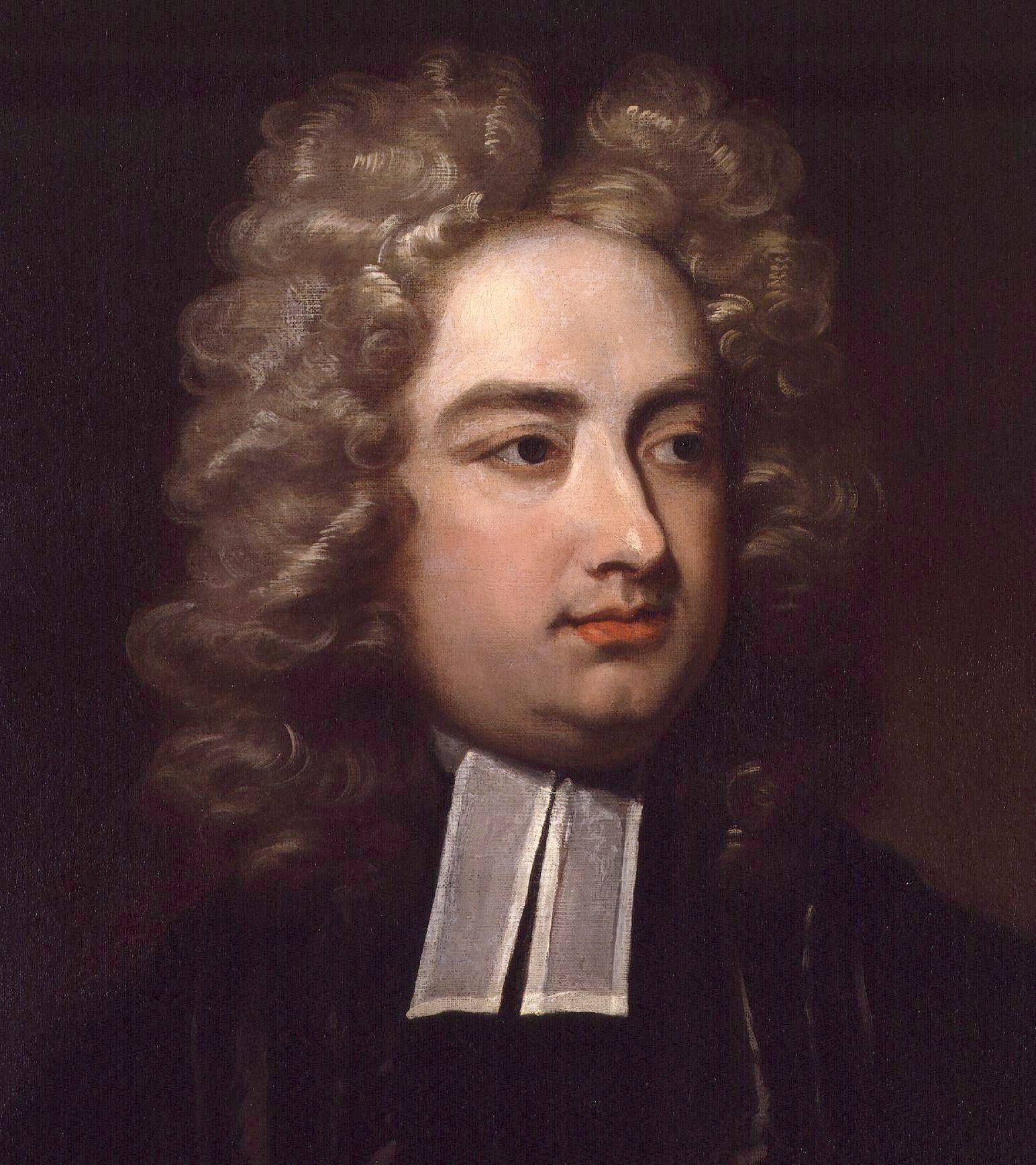
Jonathan Swift

- Jonathan Davis, cantante e produttore discografico statunitense
- Jonathan Banks, attore statunitense
- Jonathan Dayton, regista statunitense
- Jonathan Edwards, filosofo, teologo calvinista e pastore evangelico statunitense
- Jonathan Safran Foer, scrittore statunitense
- Jonathan Lipnicki, attore statunitense
- Jonathan Nolan, scrittore e sceneggiatore britannico
- Jonathan Palmer, pilota automobilistico britannico
- Jonathan Pryce, attore britannico
- Jonathan Rhys-Meyers, attore, modello e musicista irlandese
- Jonathan Sacks, rabbino britannico
- Jonathan Spector, calciatore statunitense
- Jonathan Stroud, scrittore britannico
- Jonathan Swift, scrittore e poeta irlandese
- Jonathan Mayhew Wainwright IV, generale statunitense

### Variante Jon
- Jon Anderson, cantante britannico
- Jon Bernthal, attore statunitense

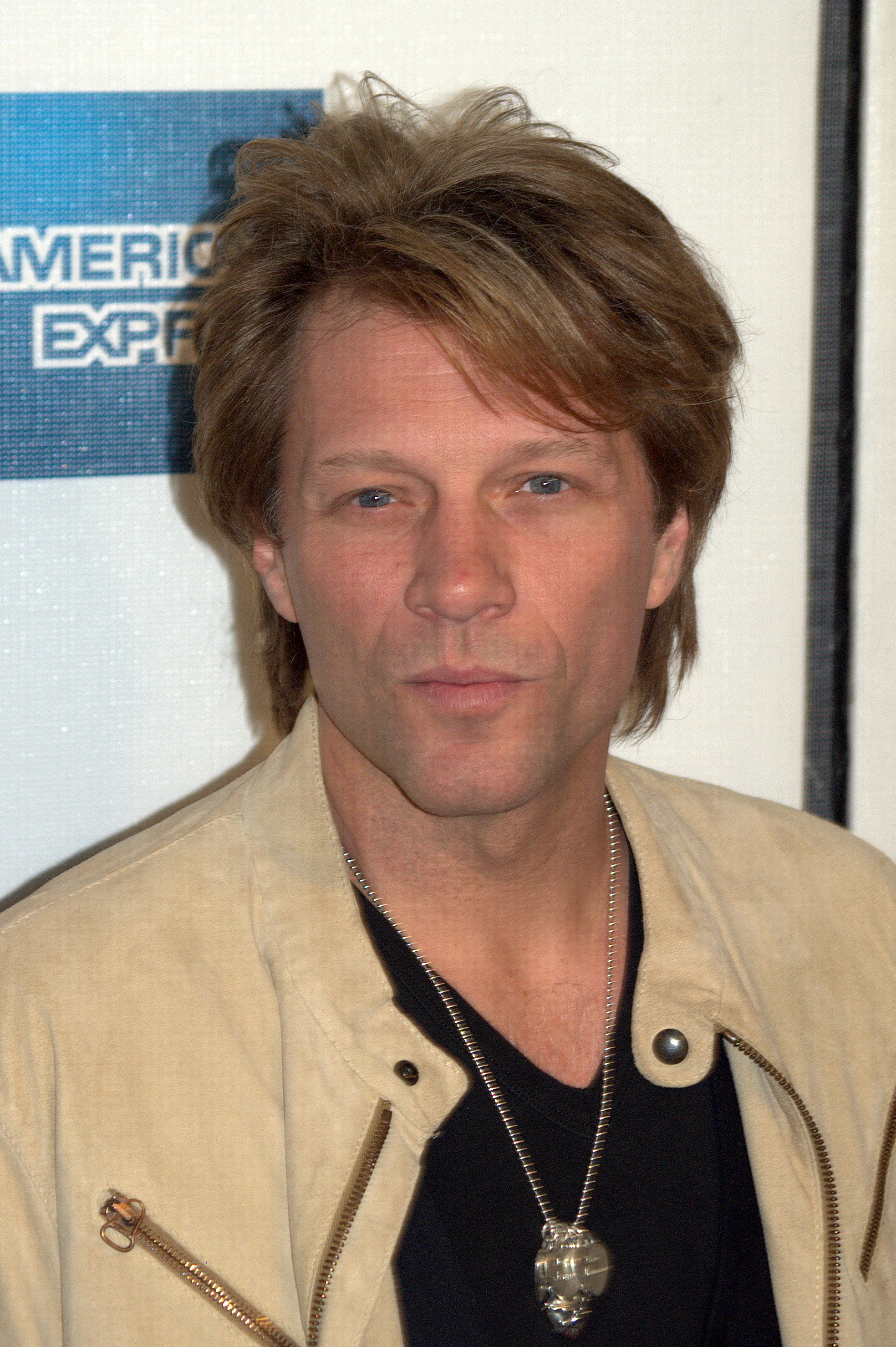
Jon Bon Jovi

- Jon Bon Jovi, cantante, musicista e attore statunitense
- Jon Carin, produttore discografico, musicista e compositore statunitense
- Jon Elster, filosofo e sociologo norvegese
- Jon Foster, attore statunitense
- Jon Hassell, trombettista e compositore statunitense
- Jon Lord, compositore, pianista e organista britannico

### Variante Jonny

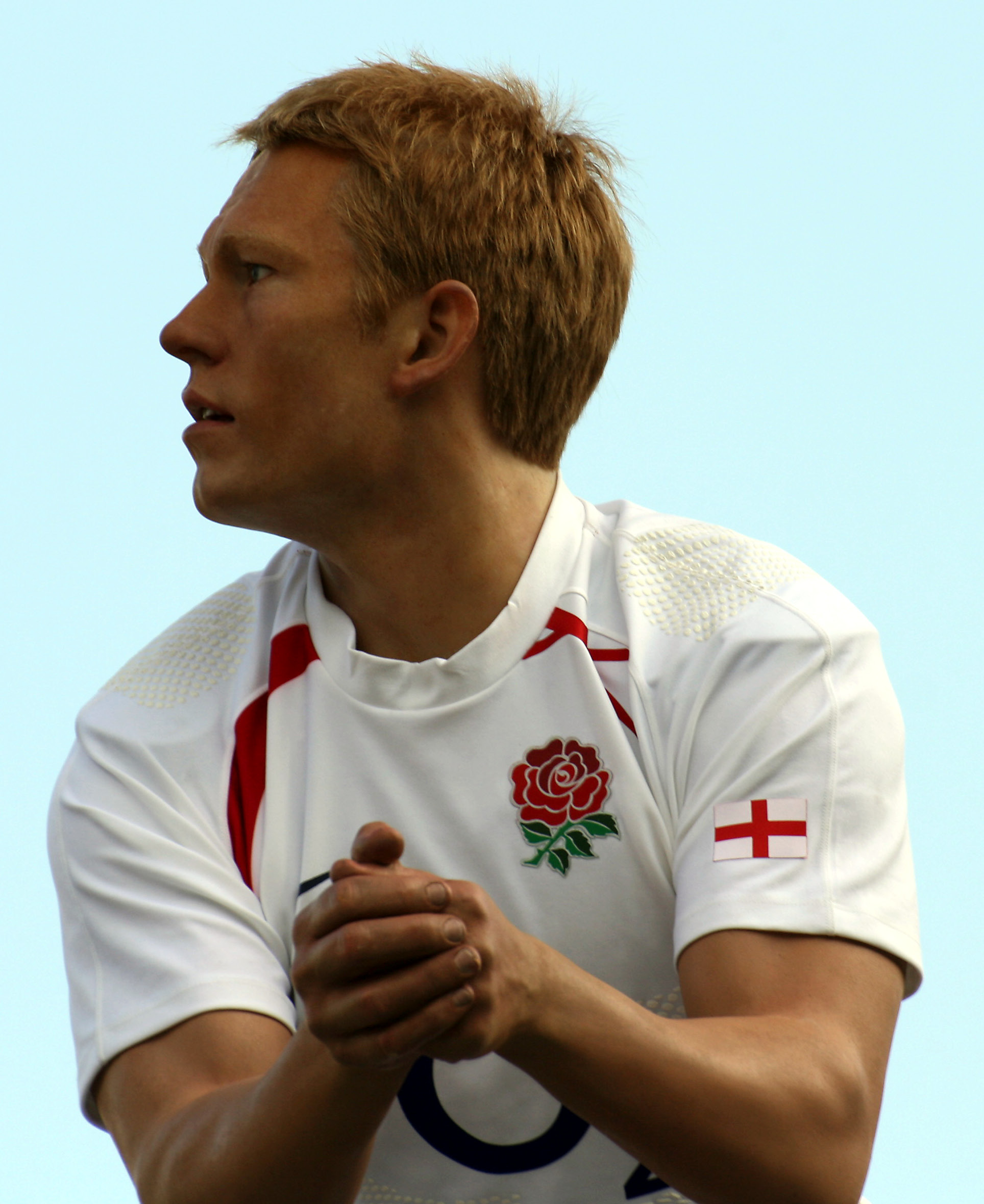
Jonny Wilkinson

- Jonny Buckland, chitarrista britannico
- Jonny Evans, calciatore nordirlandese
- Jonny Faamatuainu, rugbista a 15 neozelandese
- Jonny Flynn, cestista statunitense
- Jonny Greenwood, chitarrista, tastierista e compositore inglese
- Jonny Hector, scacchista svedese
- Jonny Lang, musicista, chitarrista, cantante e compositore statunitense
- Jonny Magallón, calciatore messicano
- Jonny Lee Miller, attore britannico
- Jonny Pasvolsky, attore australiano
- Jonny Searle, canottiere britannico
- Jonny Wickersham, chitarrista statunitense
- Jonny Wilkinson, rugbista a 15 britannico

### Altre varianti
- Johnathan Aparecido da Silva, calciatore brasiliano
- Jonathon Flanagan, calciatore inglese
- Jhonatan Luiz da Siqueira, calciatore brasiliano
- Jhonatan Narváez, ciclista ecuadoriano
- Yonatan Netanyahu, militare israeliano
- Johnathon Schaech, attore, sceneggiatore e regista statunitense

## Il nome nelle arti
- Jonathan è il protagonista del racconto Il gabbiano Jonathan Livingston di Richard Bach.
- Jonathan è un personaggio del film del 1993 Jonathan degli orsi, diretto da Enzo G. Castellari.
- Jonny Calvo è un personaggio della serie televisiva Jonny Zero.
- Jonathan Joestar è un personaggio della serie manga Le bizzarre avventure di JoJo.
- Jonny Logan è un personaggio dei fumetti di Leone Cimpellin.
- Jonathan Randall è un personaggio della soap opera Sentieri.
- Jonathan Weed è un personaggio della serie animata I Griffin.